# Robbie Brightwell
Pour les articles homonymes, voir Brightwell.
Robert « Robbie » Ian Brightwell (né le 27 octobre 1939 à Rawalpindi, au Pakistan, et mort le 6 mars 2022) est un athlète britannique, spécialiste du 400 mètres.

## Carrière
Il remporte le titre du 400 mètres lors des Championnats d'Europe de 1962, à Belgrade, devant les Allemands Manfred Kinder et Hans-Joachim Reske, dans le temps de 45 s 9. Il se classe par ailleurs deuxième de l'épreuve du relais 4 × 400 m aux côtés de Barry Jackson (en), Kenneth Wilcock et Adrian Metcalfe. Il participe sous les couleurs de l'Angleterre aux Jeux de l'Empire britannique et du Commonwealth de 1962 et remporte les médailles d'argent du 440 yards et du relais 4 × 440 yards.
Capitaine de l'équipe masculine britannique lors des Jeux olympiques de 1964, à Tokyo, Robbie Brightwell se classe quatrième du 400 mètres et s'adjuge par ailleurs la médaille d'argent du relais 4 × 400 m en compagnie de Timothy Graham, Adrian Metcalfe et John Cooper. Le Royaume-Uni, qui s'incline face aux États-Unis, établit néanmoins un nouveau record d'Europe de la discipline en 3 min 01 s 6.
Il épouse la sprinteuse Ann Packer en 1964 et deux de ses fils, Ian et David (en), sont devenus footballeurs professionnels. 

### Palmarès
| Date | Compétition           | Lieu     | Résultat | Épreuve       |
| ---- | --------------------- | -------- | -------- | ------------- |
| 1960 | Jeux olympiques       | Rome     | 5e       | 4 × 400 m     |
| 1962 | Championnats d'Europe | Belgrade | 1er      | 400 m         |
| 1962 | Championnats d'Europe | Belgrade | 2e       | 4 × 400 m     |
| 1962 | Jeux du Commonwealth  | Perth    | 2e       | 440 yards     |
| 1962 | Jeux du Commonwealth  | Perth    | 2e       | 4 × 440 yards |
| 1964 | Jeux olympiques       | Tokyo    | 4e       | 400 m         |
| 1964 | Jeux olympiques       | Tokyo    | 2e       | 4 × 400 m     |

### Records
| Épreuve | Performance | Lieu | Date |
| ------- | ----------- | ---- | ---- |
| 400 m   | 45 s 6      |      | 1962 |